# Ester (nome)
Ester  è un nome proprio di persona italiano femminile.

## Varianti
- Femminili: Esther[2], Esterre[1]
  - Alterati: Esterina[3]
- Maschili: Estero[2][3]
  - Alterati: Esterino

### Varianti in altre lingue
- Catalano: Ester[4]
- Ceco: Ester[5]
- Danese: Ester[5]
- Ebraico: אֶסְתֵר ('Ester)[5]
- Finlandese: Esteri[5], Ester[5]
  - Ipocoristici: Essi[5]
- Francese: Esther[5]
- Greco biblico: Εσθήρ (Esthḗr)[3][5]
- Inglese: Esther[5], Hester[6],
  - Ipocoristici: Essie[5], Hettie, Esta[5]
- Latino: Esther[1][3][5], Hester[5]
- Lituano: Estera[5]
- Norvegese: Ester[5]
- Olandese: Esther[5]
- Polacco: Estera[5]
- Portoghese: Ester[5]
- Russo: Эсфирь (Ėsfir')[5], Есфирь (Esfir')[5]
- Slovacco: Estera[5]
- Spagnolo: Ester[4][5], Esther[5]
- Svedese: Ester[5]
- Tedesco: Esther
- Ungherese: Eszter[5]
  - Ipocoristici: Eszti[5]

## Origine e diffusione

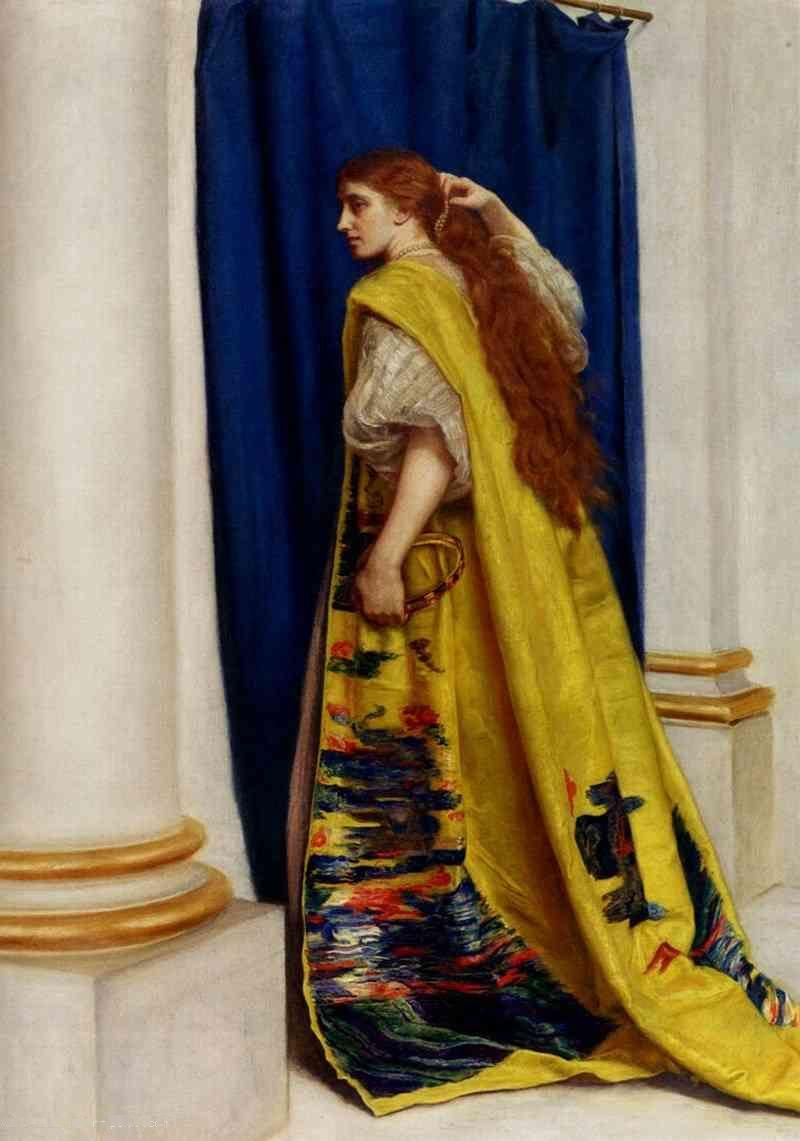
Ester, di John Everett Millais

Continua il nome ebraico אֶסְתֵר ('Ester), portato dalla protagonista dell'omonimo libro biblico, Ester, ragazza ebrea che diviene sposa del re di Babilonia Assuero.
Generalmente, il nome "Ester" è considerato un derivato del nome di Ištar, la dea babilonese conosciuta dagli ebrei come עַשְׁתֹרֶת ('Ashtoret), la cui etimologia è ignota; ipotesi alternative lo riconducono al persiano sitareh ("stella"), nel qual caso avrebbe analogo significato ai nomi Stella, Hoshi, Citlalli, Najm, Astro, Ylli, Csilla e Tara.
In Italia il nome è più diffuso al Nord, ed è attestata anche una forma maschile, "Estero", comunque rarissima. Nei paesi anglofoni è usato sin dalla Riforma Protestante; le due forme abbreviate inglesi Essie ed Hettie sono condivise l'una con Estelle e l'altra con Henrietta. In maniera abbastanza peculiare, dal nome di una donna così chiamata (Esther Vanhomrigh) deriva il nome Vanessa.

## Onomastico
L'onomastico viene festeggiato il 1º luglio, giorno nel quale la Chiesa cattolica commemora la biblica santa Ester, regina di Babilonia.

## Persone
- Ester Balassini, atleta italiana
- Ester Carloni, attrice italiana

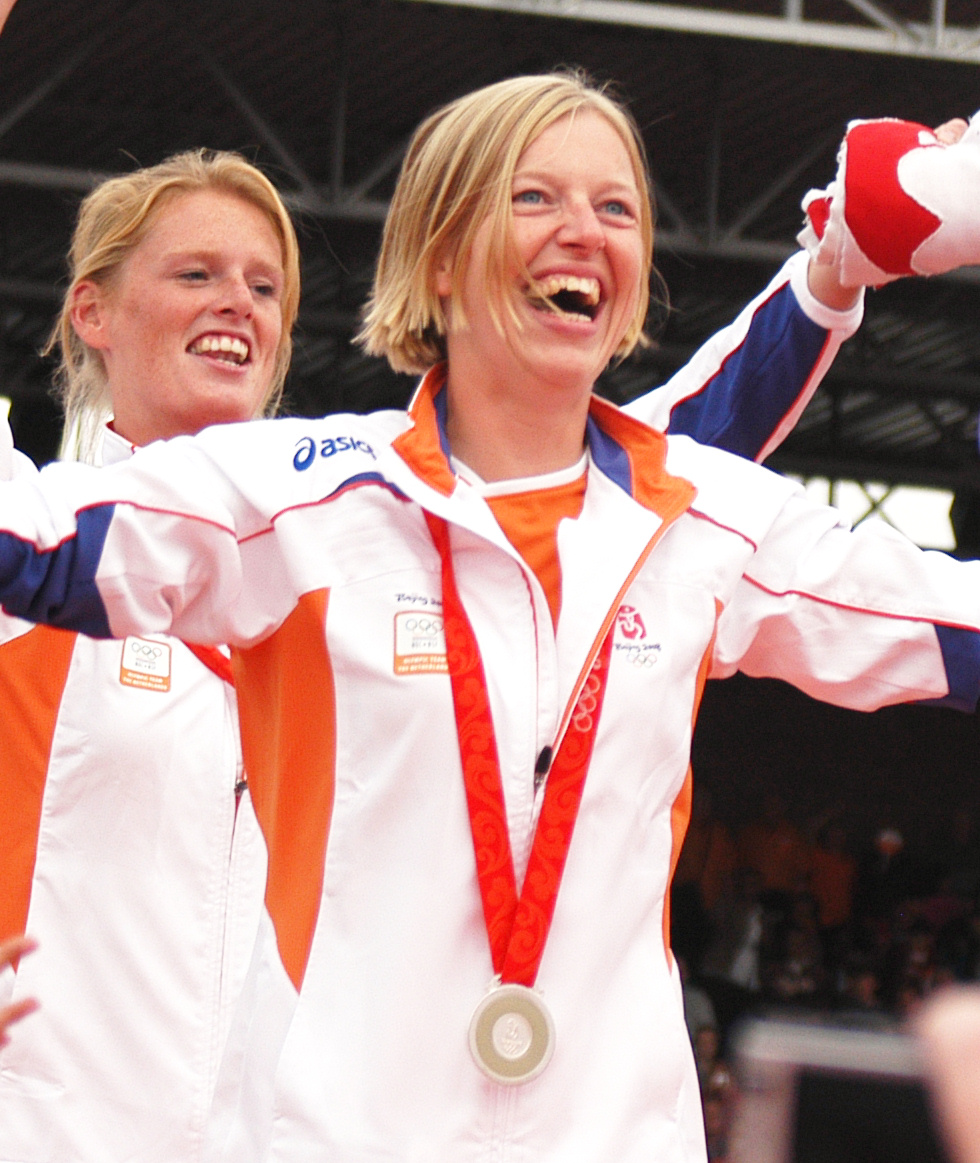
Ester Workel

- Ester Dean, cantautrice, produttrice discografica e paroliera statunitense
- Ester Lombardo, giornalista e scrittrice italiana
- Ester Mauri, pittrice italiana
- Ester Mazzoleni, soprano italiano
- Ester Toivonen, attrice e modella finlandese
- Ester Workel, canottiera olandese

### Variante Esther

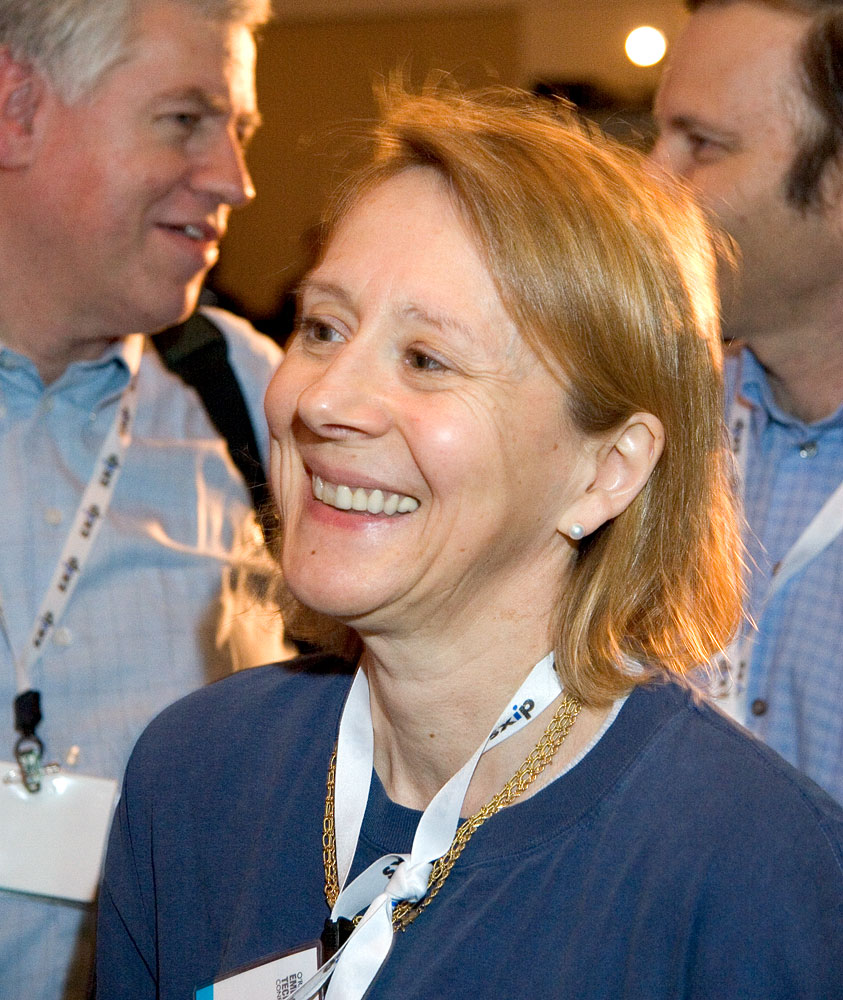
Esther Dyson

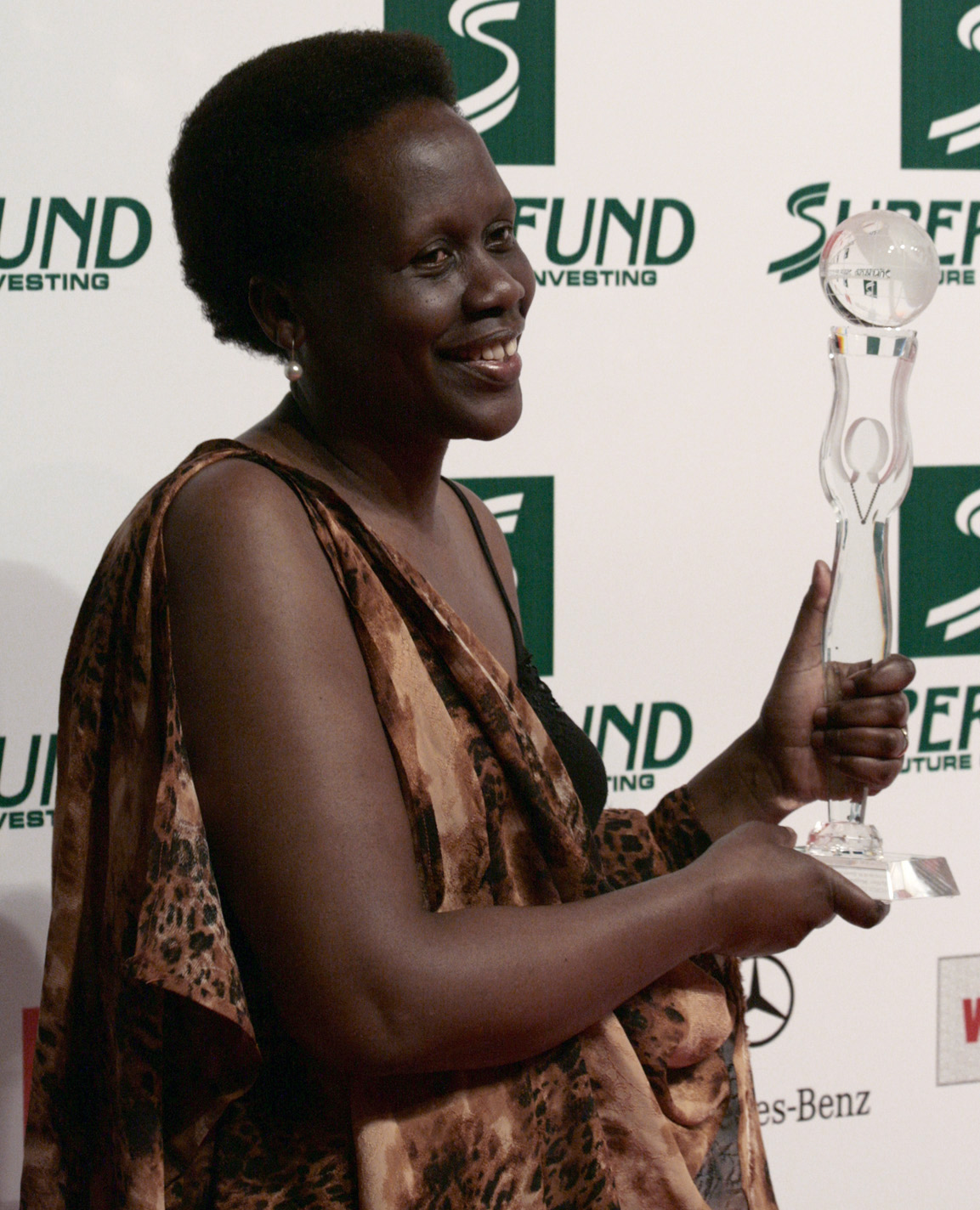
Esther Mujawayo

- Esther Arroyo, modella, attrice e conduttrice televisiva spagnola
- Esther Baron, nuotatrice francese
- Esther Bendahan, scrittrice spagnola
- Esther Brand, atleta sudafricana
- Esther Cañadas, supermodella e attrice spagnola
- Esther De Jong, modella olandese
- Esther Dyson, giornalista statunitense
- Esther Forbes, storica e scrittrice statunitense
- Esther Freud, scrittrice britannica
- Esther Good, sciatrice alpina svizzera
- Esther Haase, fotografa tedesca
- Esther Hicks, scrittrice statunitense
- Esther Hillesum, detta Etty, scrittrice olandese
- Esther Katona, cestista tedesca
- Esther Kwan, attrice cinese
- Esther Lederberg, microbiologa e immunologa statunitense
- Esther Mahalangu, pittrice sudafricana
- Esther Mujawayo, psicoterapeuta e scrittrice ruandese
- Esther Petrack, modella statunitense
- Esther Regina, attrice spagnola
- Esther Stanhope, viaggiatrice e avventuriera britannica
- Esther Vergeer, tennista olandese
- Esther Williams, nuotatrice e attrice statunitense

### Variante Eszter
- Eszter Dara, nuotatrice ungherese

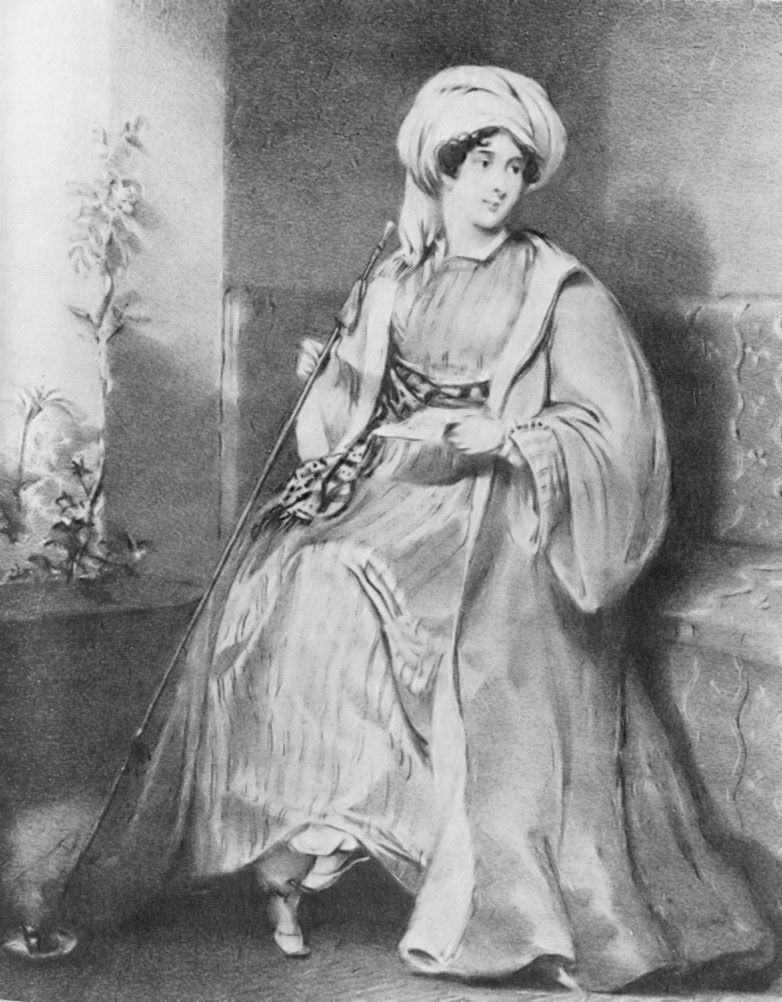
Esther Stanhope

- Eszter Hortobágyi, pentatleta ungherese naturalizzata australiana
- Eszter Újvári, cestista ungherese

### Altre varianti femminili
- Estée Lauder, imprenditrice statunitense
- Hester Lynch Piozzi, scrittrice britannica
- Esfir' Il'inična Šub, regista e montatrice sovietica

### Variante maschile Esterino
- Esterino Bosco, sacerdote italiano
- Esterino Montino, politico italiano

## Il nome nelle arti
- Esther è il titolo di un oratorio di Georg Friedrich Händel
- Ester è un personaggio della serie Pokémon.
- Ester è un personaggio del videogioco Ni no kuni: La minaccia della Strega Cinerea.
- Esther Kahn è un personaggio dell'omonimo film del 2000, diretto da Arnaud Desplechin.
- Hester Prynne è un personaggio del romanzo di Nathaniel Hawthorne La lettera scarlatta.
- Esther Summerson è una delle protagoniste del romanzo Casa Desolata di Charles Dickens. Insieme al narratore onnisciente, è una delle due voci narranti del romanzo.
- Hester Shaw, personaggio della serie di romanzi e film Macchine mortali.